# Keplerplatz (métro de Vienne)
Keplerplatz (en allemand : U-Bahn-Station Neulaa) est une station de la ligne U1 du métro de Vienne. Elle est située sur le territoire de Favoriten, 10e arrondissement de Vienne en Autriche.
Elle a été mise en service en 1978.

## Situation sur le réseau

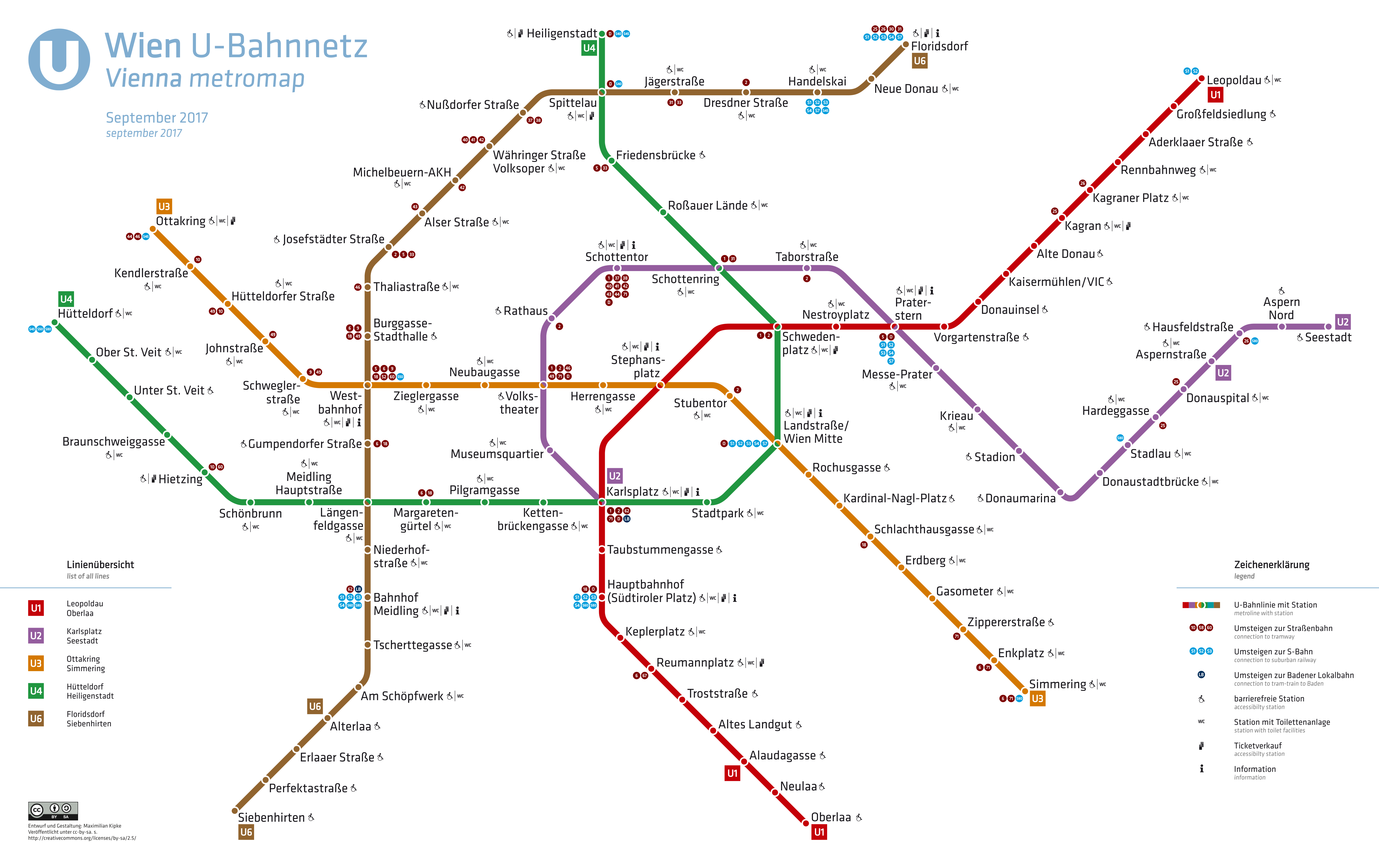
Plan du métro (2017).

Établie en souterrain, Keplerplatz est une station de passage de la ligne U1 du métro de Vienne. Elle est située entre la station Reumannplatz, en direction du terminus sud Oberlaa, et la station Südtiroler Platz-Hauptbahnhof, en direction du terminus nord Leopoldau.
Elle dispose d'un quai central encadré par les deux voies de la ligne.

## Histoire
La station Keplerplatz est mise en service le 25 février 1978, lors de l'ouverture à l'exploitation de la première section de la ligne, entre Reumannplatz et Karlsplatz.

## Services aux voyageurs

### Accès et accueil

Autres accès
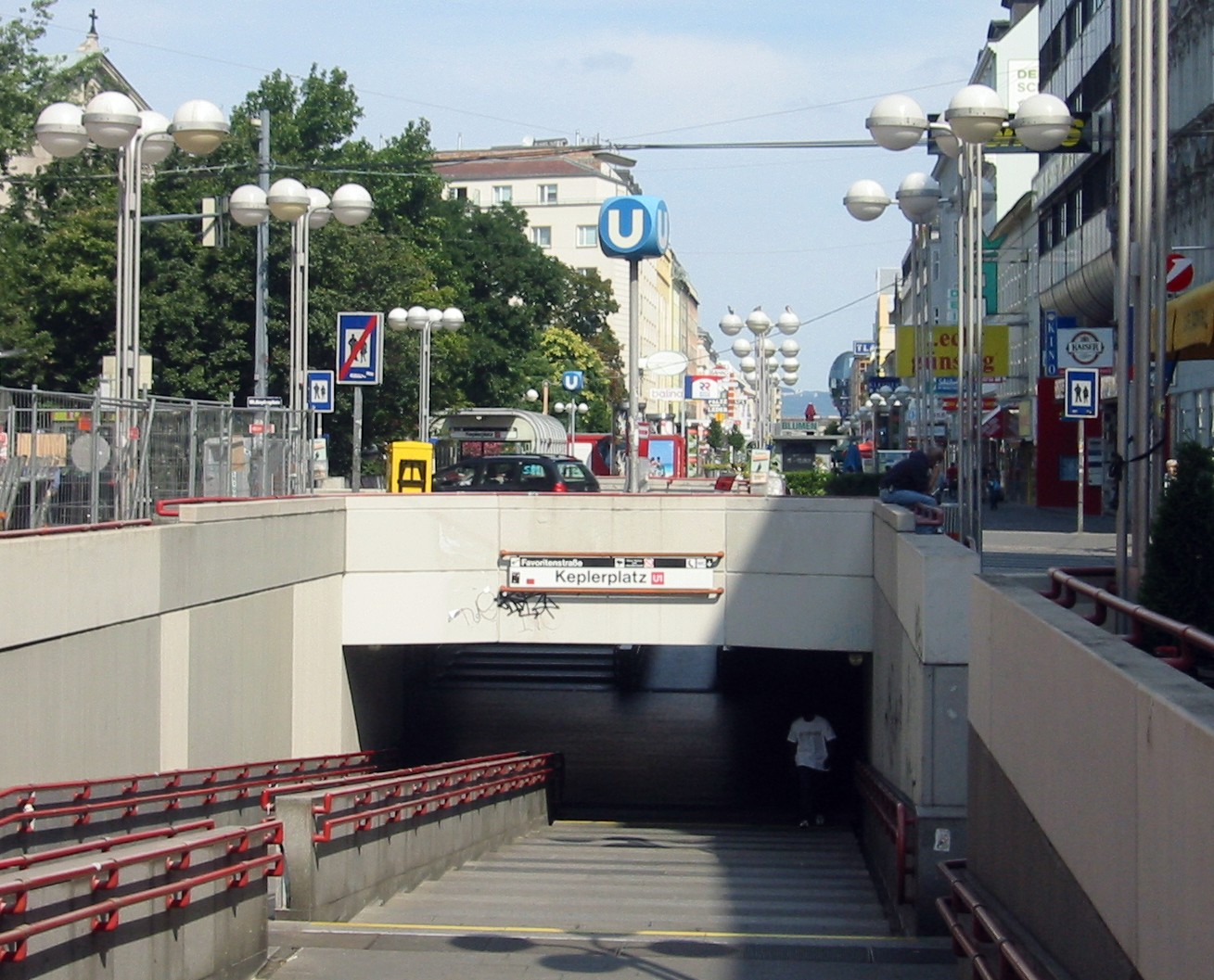
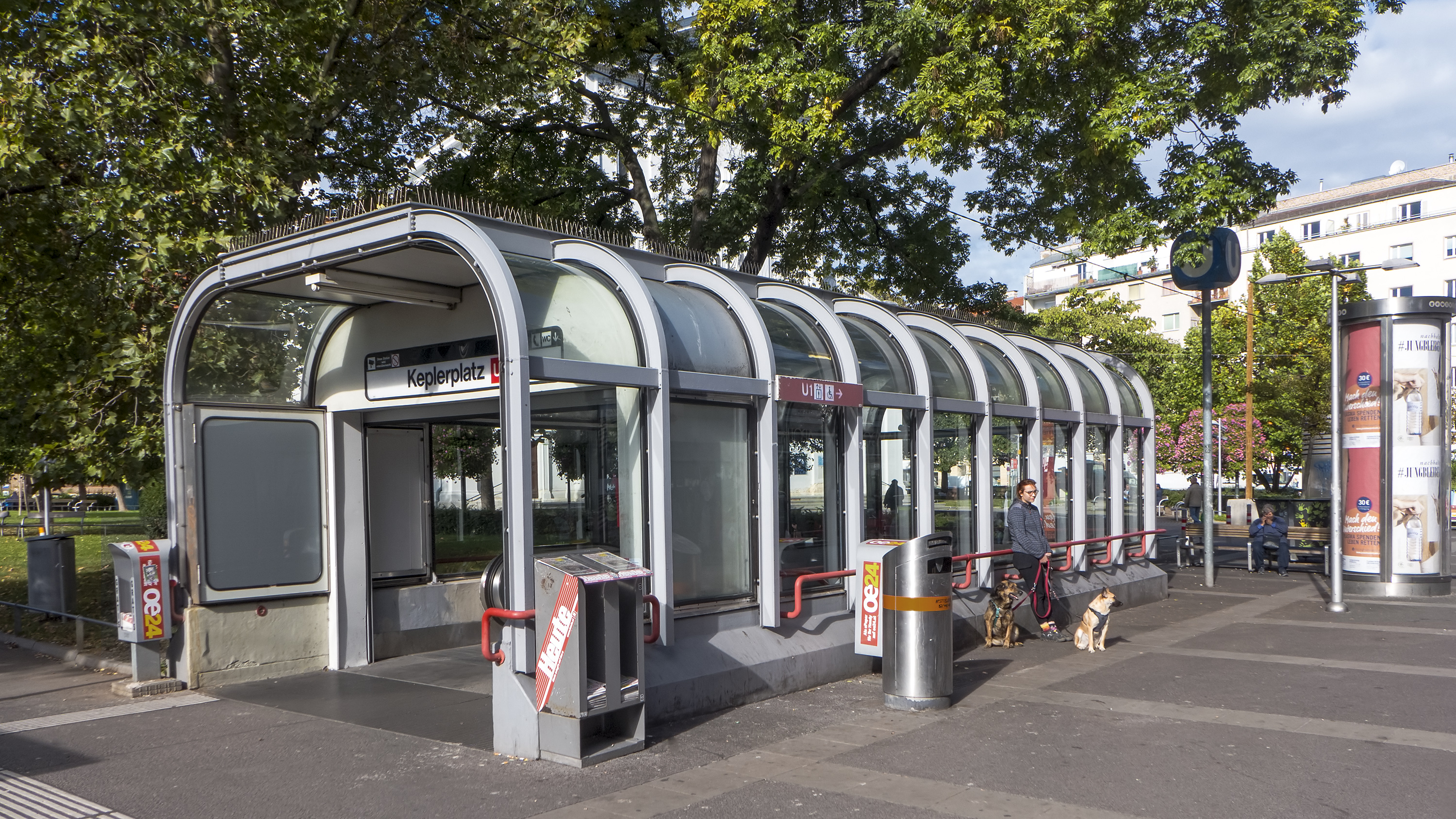
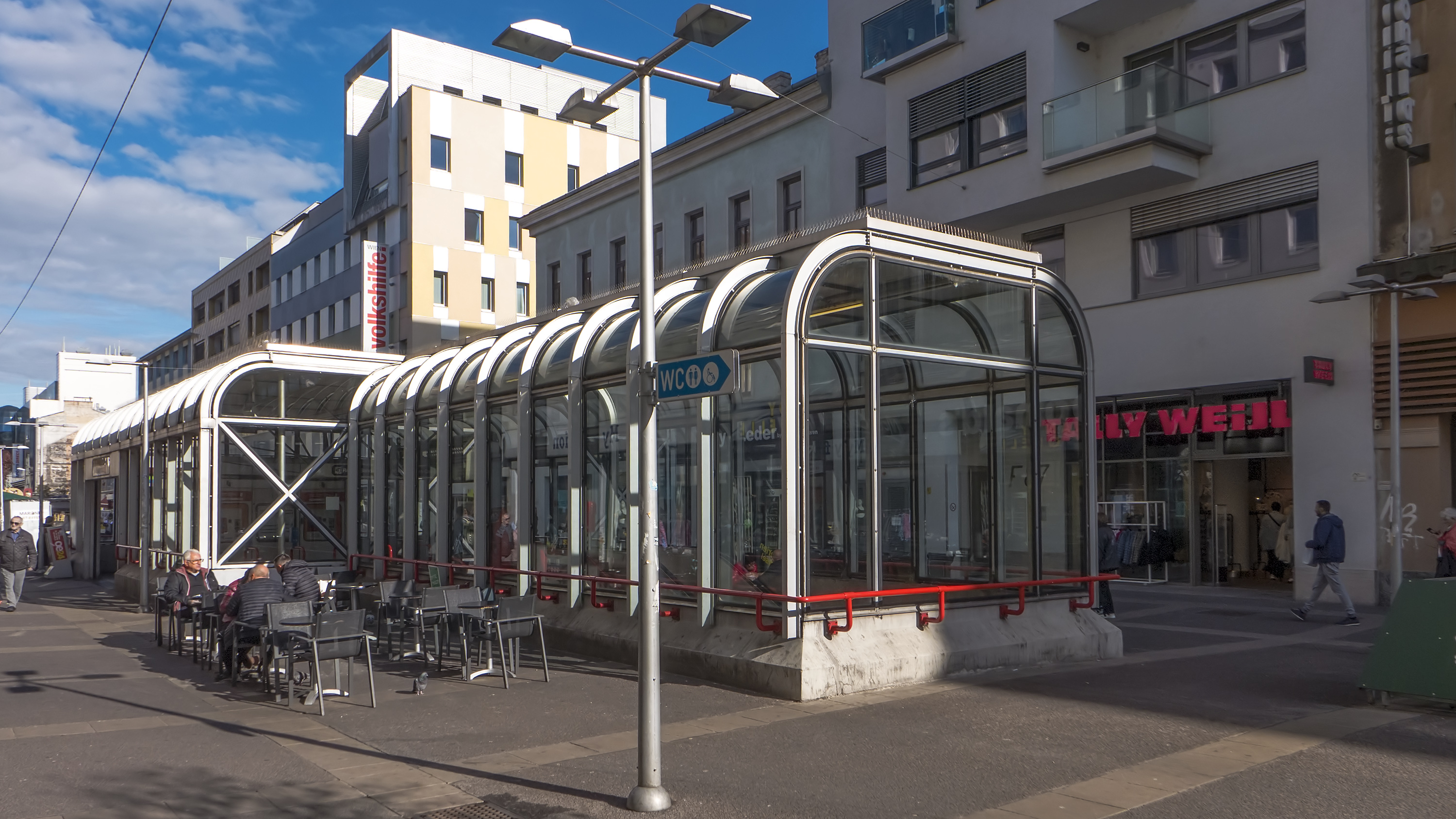

### Desserte

Installations et desserte
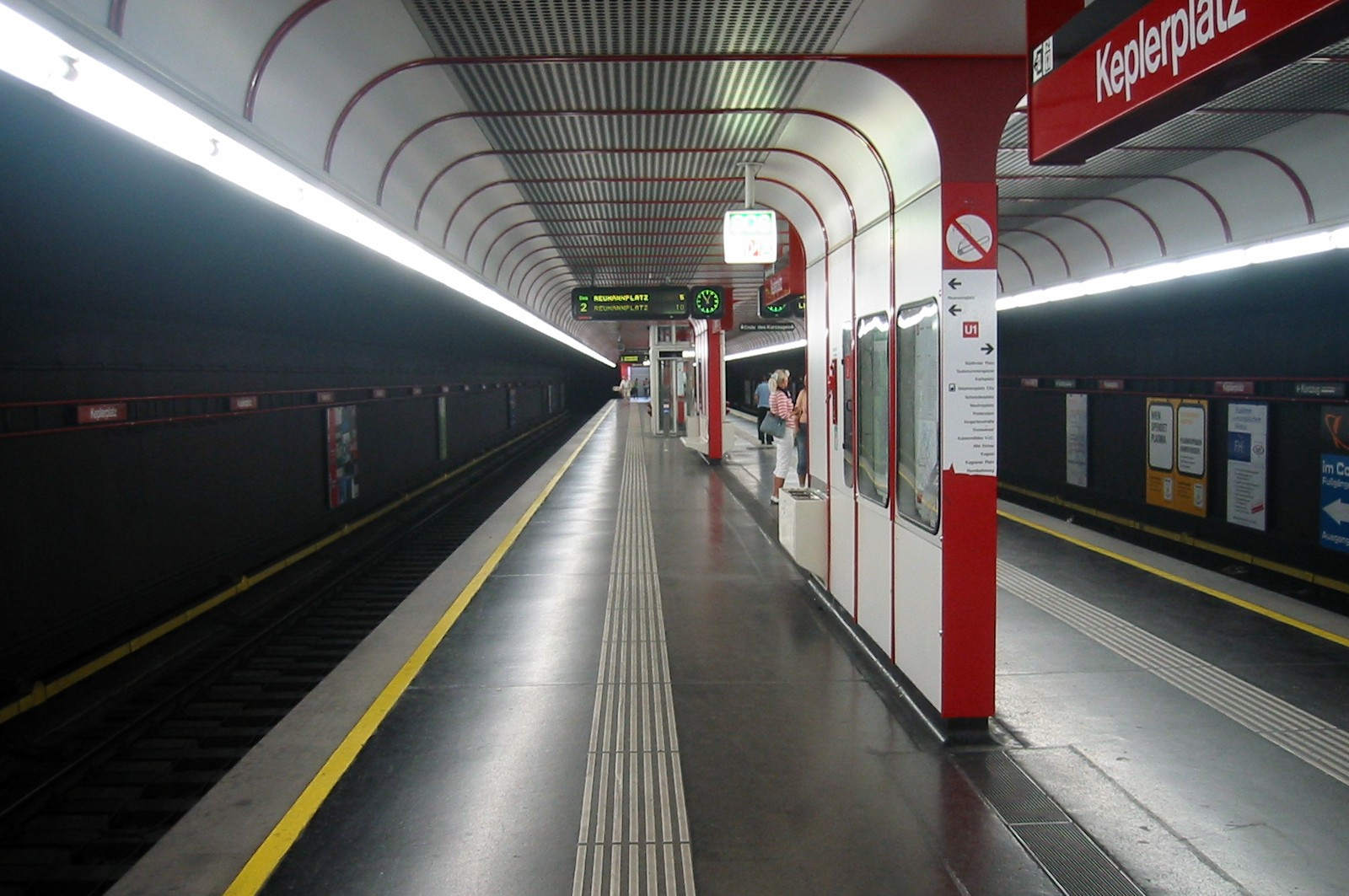
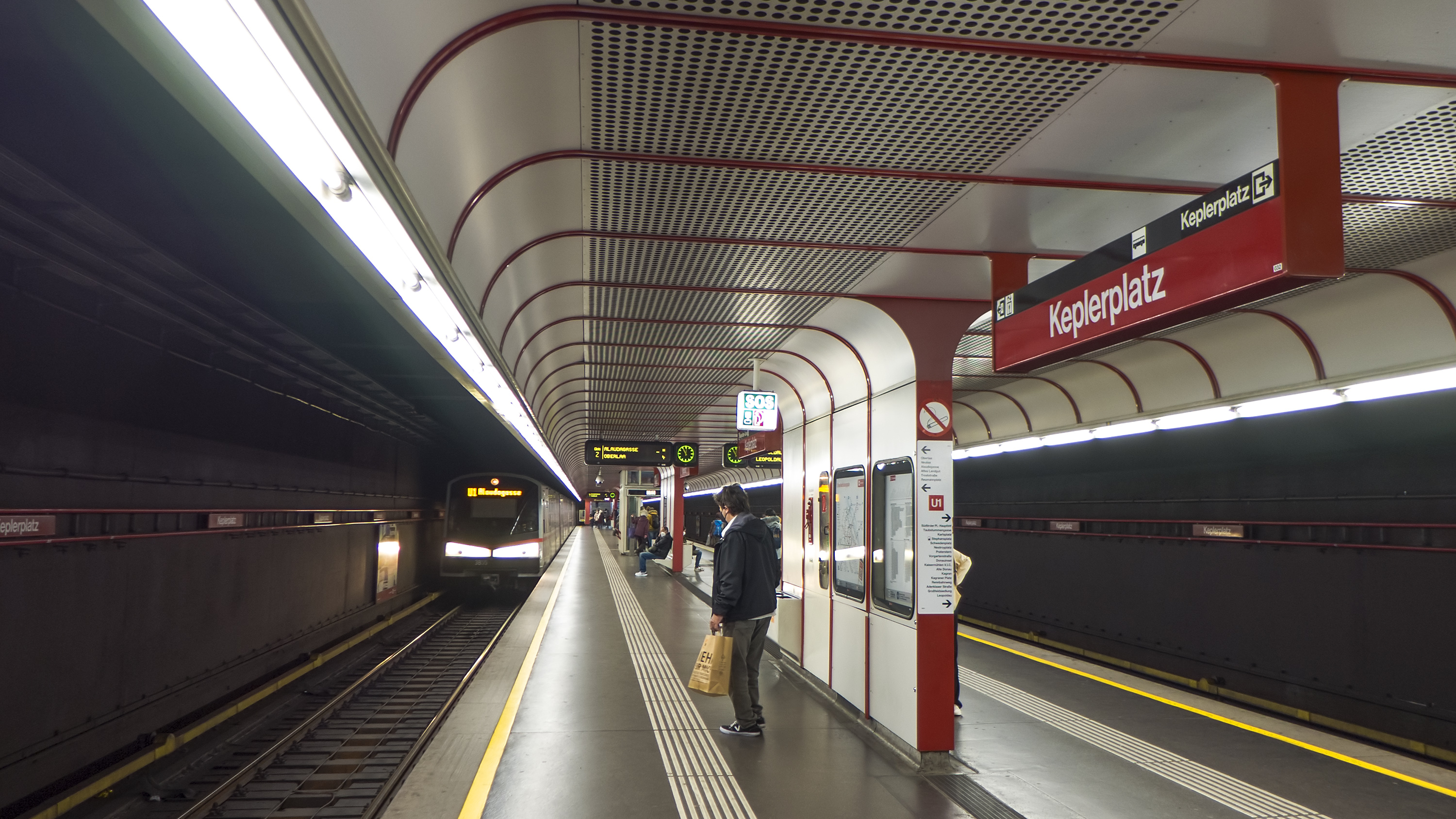
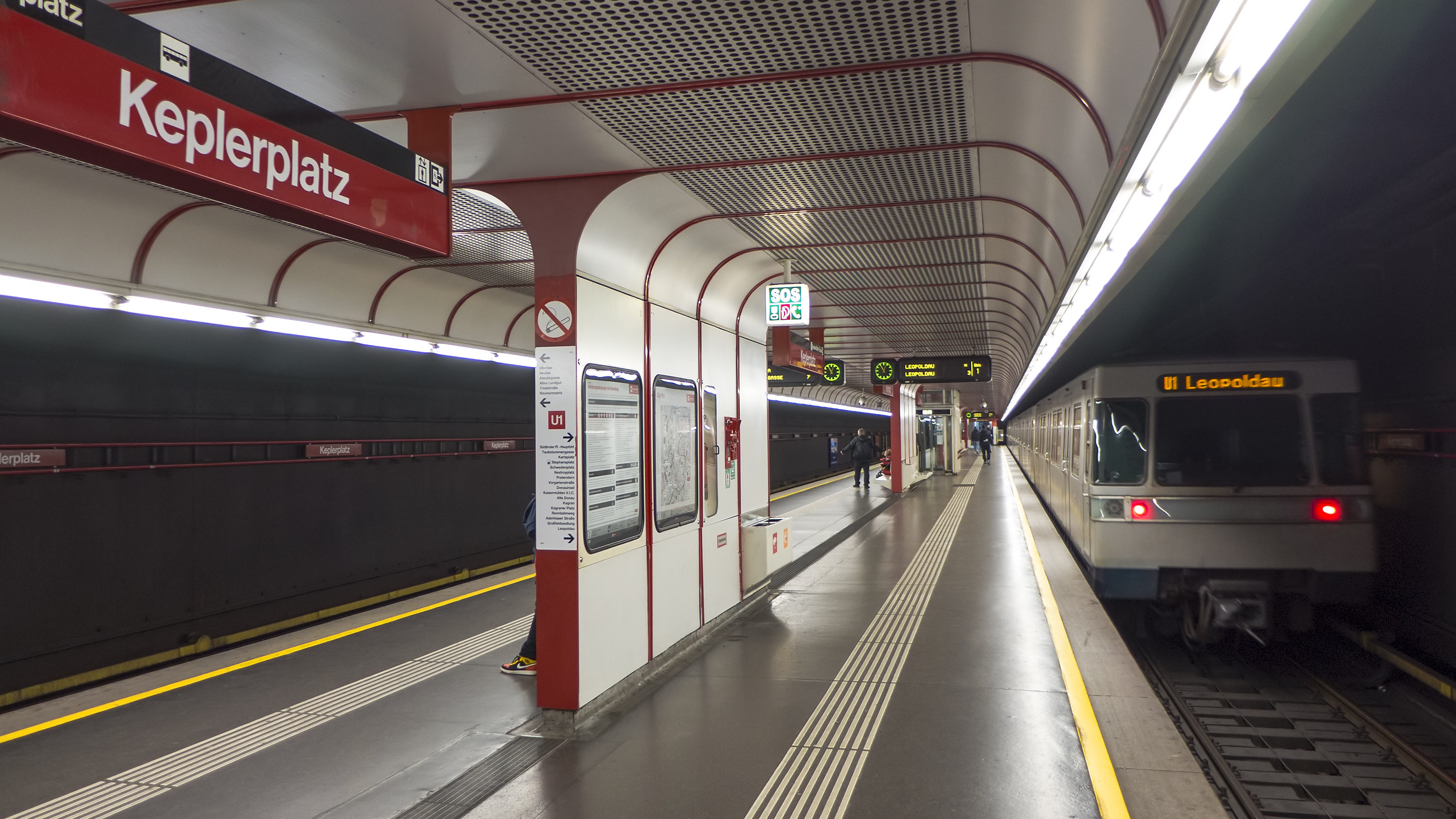